# Wang Hao (logik)
Wang Hao, chiń. 王浩, pinyin Wáng Hào (ur. 20 maja 1921 w Jinan, zm. 13 maja 1995) – amerykański logik, filozof i matematyk pochodzenia chińskiego.

## Życiorys
Po ukończeniu matematyki na Narodowym Uniwersytecie Południowozachodnim w Kunming (1943) oraz filozofii na Uniwersytecie Tsinghua w Pekinie (1945) wyjechał do Stanów Zjednoczonych w celu kontynuowania nauki. Studiował logikę na Uniwersytecie Harvarda, w roku 1948 otrzymując tytuł doktora, a następnie (w tym samym roku) – stanowisko adiunkta (ang. assistant professor).
W pierwszych latach 50. studiował wraz z Paulem Bernaysem w Zurychu. W 1956 i 1961 otrzymał profesorskie tytuły na uniwersytetach w Oksfordzie (Reader in the Philosophy of Mathematics) i Harvardzie (Gordon MacKay Professor of Mathematical Logic and Applied Mathematics). W 1972 dołączył do grupy amerykańskich naukowców pochodzących z Chin (zarządzanej przez Chih-Kung Jena). Pomiędzy 1967 a 1991 zajmował stanowisko profesora logiki na Uniwersytecie Rockefellera w Nowym Jorku.